# Bătălia de la Yamen
Bătălia navală de la Yamen (chineză simplificată: 崖门战役; chineză tradițională: 崖門戰役) (denumită și Bătălia navală de la Muntele Ya; chineză simplificată: 崖山海战; chineză tradițională: 崖山海戰) a avut loc la 19 martie 1279 și este considerată a fi ultima luptă a Dinastiei Song împotriva Dinastiei Yuan. Deși de zece ori mai puțin numeroasă, flota Yuan a obținut o victorie strategică zdrobitoare, distrugând total dinastia Song.
Astăzi, locul bătăliei este la Yamen, în districtul Xinhui, municipiul Jiangmen, provincia Guangdong, China.

## Context
În 1276, curtea dinastiei Song de Sud a fugit din fața invadatorilor mongoli din capitala Lin'an, la Fuzhou, lăsându-l pe împăratul Gong în urmă să fie luat captiv. Speranțele lor de rezistență stăteau în doi tineri prinți, frații împăratului Gong. Băiatul mai vârstă, Zhao Shi, de nouă ani, a fost declarat împărat.
În 1277, când și Fuzhou a căzut în mâinile mongolilor, dinastia exilată a fugit la Quanzhou, unde Zhang Shijie, marele general al dinastiei Song, spera să obțină corăbii cu care să continue fuga. Negustorul musulman Fu Shougeng, însă, i-a refuzat, iar Zhang a confiscat proprietățile lui Fu și a fugit cu corăbiile furate împreună cu restul curții. Furios, Fu a masacrat clanul imperial și unii oficiali din Quanzhou după care s-a predat dinastiei Yuan, întărind puterea navală a mongolilor.
În acest moment, era evident că dinastia Song nu mai avea nicio șansă împotriva mongolilor. Zhang Shijie a hotărât să construiască o flotă vastă din ce a mai rămas, pentru ca curtea și soldații Song să se poată muta din loc în loc până la îmbunătățirea situației.
Curtea Song s-a deplasat pe mare de la Quanzhou la Guangdong. Corabia lui Zhao Shi s-a răsturnat într-o furtună în drum spre Leizhou, iar el a supraviețuit, dar s-a îmbolnăvit. Curtea imperială s-a refugiat la Mui Wo pe insula Lantau, unde împăratul Zhao Shi ar fi murit; oricum, lui i-a urmat la tron fratele mai mic, Zhao Bing, în vârstă de șapte ani. Zhang Shijie l-a adus pe noul împărat la Yamen și și-a pregătit acolo apărarea împotriva Yuanilor.
În 1278, Wen Tianxiang, care luptase împotriva dinastiei Yuan la Guangdong și la Jiangxi, a fost capturat de Wang Weiyi în districtul Haifeng, eliminând toate forțele terestre ale dinastiei Song.

## Bătălia
În 1279, Zhang Hongfan din dinastia Yuan a atacat flota Song la Yamen. Li Heng, care capturase Guangzhou, i s-a alăturat lui Zhang Hongfan. Unii lideri din tabăra Song au sugerat că flota ar trebui să ocupe mai întâi gura golfului, pentru a-și asigura linia de retragere către vest. Zhang Shijie a refuzat aceste sugestii pentru a-și împiedica soldații să fugă din luptă. După aceea, a ordonat arderea tuturor palatelor, caselor și cetăților de pe uscat din același motiv.
Zhang Shijie a ordonat legarea cu lanțuri a o mie de corăbii, formând un șir lung în golf, și a pus corabia împăratului Bing în centrul flotei, pentru a împiedica retragerea individuală a corăbiilor Song. Forțele Yuan au trimis corăbii incendiate către formația Song, dar aceștia erau pregătiți: toate corăbiile Song erau vopsite cu nămol rezistent la foc. Flota Yuan a blocat apoi golful, în timp ce armata Yuan a întrerupt sursele de apă dulce și de lemn de pe uscat ale dinastiei Song. Tabăra Song, cu mult personal necombatant, a rămas rapid fără provizii. Soldații Song au fost obligați să mănânce hrană uscată și să bea apă de mare, ceea ce le-a cauzat greață și vomă. Zhang Hongfan l-a răpit pe nepotul lui Zhang Shijie, cerându-i lui Zhang Shijie de trei ori să se predea.
În după amiaza de 18 martie, Zhang Hongfan s-a pregătit de un atac masiv. El a refuzat să folosească tunuri deoarece credea că ele pot rupe prea eficient lanțurile, facilitând retragerea corăbiilor Song. A doua zi, Zhang Hongfan și-a împărțit forțele navale în patru, pentru a înconjura flota Song dinspre est, nord și sud, în vreme ce Hongfan însuși comanda restul flotei aflată la aproximativ un li distanță de forțele Song.
La început, flancul nordic a atacat forțele Song dar a fost respins. Yuanii au început apoi să cânte muzică de sărbătoare, lăsându-i pe cei din tabăra Song să creadă că forțele Yuan țin o petrecere și și-au lăsat garda jos. La prânz, Zhang Hongfan a atacat frontal, ascunzându-și surplusul de soldați sub pânze de material textil. După ce corăbiile lui Zhang Hongfan s-au apropiat de flota Song, Yuanii au dat semnalul de bătălie, iar soldații au ieșit din camuflaj.
Trupele Song erau pregătite pentru o mică încăierare, nu pentru un atac major. Valuri de săgeți au lovit corăbiile Song. Prinsă nepregătită, flota Song a pierdut pe loc șapte corăbii și un număr mare de soldați. Bolnavii soldați Song nu se puteau pune cu cei Yuan în lupta corp la corp, iar mediul haotic a împiedicat acțiunile coerente. Corăbiile înlănțuite nu puteau nici să susțină centrul, nici să se retragă. După ce soldații Song au fost uciși, a început măcelul necombatanților membri ai curții imperiale. Văzând că bătălia este pierdută, Zhang Shijie și-a luat cei mai buni soldați rămași și a tăiat o duzină de corăbii din formație în încercarea de a-l salva pe împărat.
Forțele Yuan au avansat rapid spre centru și spre împăratul Emperor Bing, ucigând totul în cale. Acolo, Lu Xiufu a sărit în mare cu tânărul împărat, murind amândoi.

## Urmări
Cronica Song Shi relatează că, la șapte zile după bătălie, sute de mii de cadavre pluteau pe suprafața mării. Trupul împăratului ar fi fost găsit lângă Shekou-ul de astăzi, în Shenzhen, deși mormântul său nu a fost găsit. 
Zhang Shijie, scăpat din bătălie, spera ca regina mamă Yang să numească un nou împărat Song, și de acolo să continue să reziste dinastiei Yuan. Dar după ce a aflat de moartea împăratului Bing, regina Yang s-a sinucis și ea pe mare. Zhang Shijie a înmormântat-o pe mal. Nu se știe nimic despre soarta lui Zhang Shijie; se presupune că ar fi fost uciși de o furtună tropicală pe mare, sau că ar fi scăpat și doar mongolii ar fi spus că a murit.
Întrucât împăratul Huaizong a fost ultimul împărat Song, moartea lui a pus capăt dinastiei Song. Dinastia Yuan, în frunte cu Kublai Han, avea acum controla asupra întregii Chine.